# 能満
能満（のうまん）は、千葉県市原市の市原地区にある大字。郵便番号は290-0011。

## 概要
市原市の北側に位置する。

## 地理
北は山木及び市原、東は辰巳台東・荻作・門前、南は山倉及び山田橋、西は藤井・郡本・門前と接する。

## 世帯数と人口
2022年（令和4年）4月1日現在の世帯数と人口は以下の通りである。
| 町丁字 | 世帯数    | 人口    |
| ------ | --------- | ------- |
| 能満   | 2,256世帯 | 4,577人 |

## 通学区域
市立小学校・市立中学校及び県立高等学校の通学区域は以下の通りである。
| 町丁字 | 範囲 | 小学校                 | 中学校               | 高等学校 |
| ------ | ---- | ---------------------- | -------------------- | -------- |
| 能満   | 一部 | 市原市立若宮小学校     | 市原市立八幡東中学校 | 第9学区  |
| 能満   | 一部 | 市原市立辰巳台東小学校 | 市原市立辰巳台中学校 | 第9学区  |
| 能満   | 一部 | 市原市立白幡小学校     | 市原市立辰巳台中学校 | 第9学区  |
| 能満   | 一部 | 市原市立市原小学校     | 市原市立市原中学校   | 第9学区  |

## 施設

### 社会教育施設・市民文化施設
- 市原歴史博物館
- 市原市中央武道館（ゼットエー武道館）

### 学校教育施設
- 市原市立市原小学校
- 市原市立市原中学校
- 千葉県立市原緑高等学校
- 東海大学付属市原望洋高等学校

### その他
- 能満分区町会公民館
- 公益財団法人安全衛生技術試験協会関東安全衛生技術センター
- ジョイマート マルエイカンパニー（新鮮市場マルエイの運営会社）
- 市原市能満墓園
- ジャンボゴルフクラブ
- 釈蔵院
- 阿弥陀寺
- 府中日吉神社

## 交通

### 鉄道
町丁字内に駅はないが最寄りは以下の通りである。
- JR東日本内房線 - 八幡宿駅

### バス
- 路線バスとして、小湊鉄道バス塩田営業所の以下の路線が、当字内を廻り鉄道路線など各方面へ結んでいる[7]。経由地などの詳細は、塩田営業所の「路線バス」を参照。
  - 五31（五井駅発着路線）、五33（ちはら台駅発着路線）、八27（八幡宿駅発着路線）。

### 道路
1. 高速道路
  - なし
2. 国道
  - なし
3. 県道
  - 千葉県道21号五井本納線
4. 主要市道
  - なし